# Giorgio Pressburger
Giorgio Pressburger (Budapest, 1937 - 5 de octubre de 2017) fue un escritor italiano. 
Con diecinueve años huye a Italia en compañía de su hermano gemelo. Se establece en Roma, donde se inscribe con una beca en la Academia nacional de Arte Dramático y se diploma como director de teatro. Es admitido en el centro experimental de Cinematografía. Tras diplomarse, el escritor Andrea Camilleri le ayuda a trabajar en programas radiofónicos dedicados a la cultura. Comienza una larga labor de investigación sobre el sonido. En el Estudio de Fonología de Milán trabaja con los principales compositores de vanguardia: Bruno Maderna y Luciano Berio.
Estudia Biología en la Universidad de Roma. Inicia la actividad teatral en varios teatros (Nápoles, Bolonia, Roma, Trieste) representando obras de autores clásicos de los siglos XIX y XX, mientras en el teatro musical interviene en los programas de los centros operísticos más importantes de Italia y de Europa, donde pone en escena obras de compositores contemporáneos (Gyorgy Lieti, Franco Donatoni, Giacomo Manzon). Escribe varias obras de teatro que son representadas.
Trabaja en la televisión italiana (RAI) realizando filmes y versiones televisivas de autores como Strindberg, Georg Buchner, Pasolini. Rueda varias películas industriales.
Desde 1986 publica trece libros de narrativa con las editoriales Marietti, Rizzoli, Einaudi, Bompiani. Algunos de sus libros han sido traducidos al castellano (Destino). Gana numerosos premios literarios (Premio Viareggio, Campiello, etc.) Sus libros han sido traducidos a quince lenguas.
Funda y dirige un festival de teatro, música, danza, marionetas y cine de los Países Centroeuropeos, dirige el Istituto Italiano di Cultura en Budapest, es asesor cultural de la ciudad de Spoleto. Murió en octubre de 2017.